# Distingo Bank
 (septembre 2023).
Si vous disposez d'ouvrages ou d'articles de référence ou si vous connaissez des sites web de qualité traitant du thème abordé ici, merci de compléter l'article en donnant les références utiles à sa vérifiabilité et en les liant à la section « Notes et références ».
Distingo Bank (ex PSA Banque) est un établissement financier appartenant à Stellantis France, celui-ci commercialise des produits d'épargne tels que des Livrets d'Epargne et des Comptes à Terme.

## Histoire
PSA Banque ouvre en 2013 et lance son premier livret d'épargne permettant le financement de l'économie réelle. L'établissement a pour objectif de permettre le financement de véhicules des marques Stellantis,.
L'établissement propose depuis 2014, l'ouverture de compte à terme de deux ans à ses clients ayant souscrit au livret d'épargne.

## Produits
L'établissement propose des livrets d'épargne avec une souscription par Internet sans plafond. Il propose également des comptes à terme à durée variable ainsi que des comptes à terme dit "Green" destinés au financement de véhicules électriques.